# Windows Server 2008 R2
O Windows Server 2008 R2 é um sistema operacional de servidor, produzido pela Microsoft. Foi liberado para fabricação em 22 de Julho de 2009, e lançado em 22 de Outubro de 2009. De acordo com o Windows Server Team Blog, a disponibilidade para o varejo foi em 14 de Setembro de 2009. Ele se baseia no Windows NT 6.1, o mesmo sistema operacional básico usado no Windows 7, orientado para o sistema cliente. É a primeira versão de sistema operacional exclusivamente 64 bits da Microsoft. O Windows Server 2008 R2 é uma atualização do Windows Server 2008. A Microsoft anunciou que o Server 2008 R2 será a última versão do Windows a suportar a arquitetura Itanium.
Aperfeiçoamentos da versão incluem novas funcionalidades para o Active Directory, novos recursos de Virtualização e Gerenciamento, o lançamento do IIS 7.5, e suporte até 256 processadores lógicos.
Existem sete edições: Foundation, Standard, Enterprise, Datacenter, Web, HPC Server e Itanium.

## História
A Microsoft apresentou o Windows Server 2008 R2 na conferência Professional Developers Conference (PDC) de 2008, como a variante do Windows 7 para servidor.
Em 31 de janeiro de 2009, uma versão beta do Windows Server 2008 R2 foi disponibilizada para assinantes dos programas TechNet e MSDN da Microsoft, assim como aos participantes do programa Microsoft Connect para o Windows 7. Dois dias depois, o beta foi lançado para o público via Centro de Downloads Microsoft.
Em 31 de abril de 2009, a versão RC (Release Candidate) foi disponibilizada a assinantes do Microsoft TechNet e MSDN.
Em 5 de maio de 2009, a versão release candidate foi disponibilizada ao público geral via Centro de Downloads Microsoft.
Segundo o blog da Divisão do Windows Server, o Microsoft Windows Server 2008 R2 foi disponibilizado para vários canais de distribuição nas seguintes datas do ano de 2009:
- OEMs receberam o Windows Server 2008 R2 RTM em inglês e todos os pacotes de idiomas em 29 de julho. Os idiomas restantes ficaram disponíveis por volta de 11 de agosto.
- Parceiros ISV (fornecedor independente de software) e IHV (fornecedor independente de hardware) puderam baixar o Windows Server 2008 R2 RTM do MSDN a partir de 14 de agosto.
- Profissionais de TI com Assinaturas do TechNet puderam baixar o Windows Server 2008 R2 RTM e obter chaves de produto para alemão, espanhol, francês, inglês e italiano a partir de 14 de agosto e para todos os idiomas restantes a partir de 21 de agosto.
- Desenvolvedores com Assinaturas MSDN puderam baixar o Windows Server 2008 R2 versão RTM e obter chaves de produto para alemão, espanhol, francês, inglês e italiano a partir de 14 de agosto e para todos os idiomas restantes a partir de 21 de agosto.
- Membros Gold/Certified do Microsoft Partner Program puderam baixar o Windows Server 2008 R2 RTM através do Portal do Microsoft Partner Program (MPP) em 19 de agosto.
- Clientes de Licenciamento por Volume com uma licença de Software Assurance (SA) puderam baixar o Windows Server 2008 R2 RTM em 19 de agosto através do Volume License Service Center (VLSC).
- Clientes de Licença de Volume sem uma licença de Software Assurance (SA) puderam comprar o Windows Server 2008 R2 através do Licenciamento por Volume em 1º de setembro.

Além disso, estudantes qualificados puderam baixar o Windows Server 2008 R2 RTM Standard Edition em 15 idiomas no DreamSpark.
A Microsoft anunciou que o Server 2008 R2 será a última versão do Windows a suportar a arquitetura Itanium, com o suporte estendido terminando mais cedo do que o suporte para as edições regulares não-Itanium ou "até 10 de julho de 2018".

## Novos recursos
Um guia de revisor publicado pela empresa descreve várias áreas de aperfeiçoamento na versão R2. Elas incluem novos recursos de virtualização (Live Migration, Volumes Compartilhados de Cluster usando Clustering de Failover e Hyper-V), consumo reduzido de energia, um novo conjunto de ferramentas de gerenciamento e novos recursos do Active Directory como "lixeira" para objetos do AD excluídos. O IIS 7.5 foi adicionado nessa versão, que também inclui serviços FTP atualizados. Aperfeiçoamentos de segurança contam com a inclusão de suporte a DNSSEC para o Serviço de Servidor DNS (observação: embora o DNSSEC seja suportado, apenas um algoritmo de assinatura está disponível  (#5 / RSA/SHA-1). Como muitas zonas utilizam um algoritmo diferente – particularmente a zona raiz – isso significa que o Windows ainda não pode servir como um resolvedor recursivo) e serviços de VPN criptografados autenticados sem cliente através do DirectAccess para clientes usando Windows 7. O servidor DHCP dá suporte a um grande número de aperfeiçoamentos, como filtragem de controle baseada em endereço MAC, conversão de posses ativas em reservas ou filtros baseados na Camada do Link, exaustão de endereço do IPv4 no nível do escopo, proteção a Nome DHCP para máquinas não Windows para impedir o roubo de nomes, melhor desempenho através de cache agressivo de banco de dados de posse, log de atividades de DHCP, preenchimento automático de certos campos de interface de rede, um assistente para configuração de escopo dividido, migração de função de Servidor DHCP usando WSMT, suporte para DHCPv6 Opção 15 (Classe de Usuário) e Opção 32 (Tempo de Atualização de Informações). O servidor DHCP é executado no contexto da conta do Serviço de Rede que tiver menos privilégios para reduzir os danos potenciais caso seja comprometido.
O Windows Server 2008 R2 dá suporte a até 64 processadores físicos  ou até 256 lógicos por sistema. (Observação: Apenas as edições Datacenter e Itanium podem tirar proveito da capacidade de 64 processadores físicos. A Enterprise, a edição mais alta depois daquelas duas, pode usar apenas 8.) Quando implantados em uma função de servidor de arquivos, os novos serviços de Infraestrutura de Classificação de Arquivos permite que arquivos sejam armazenados em servidores designados na empresa com base em convenções de nomenclatura de negócios, relevância para processos da empresa e políticas corporativas gerais.
A edição Server Core inclui um subconjunto do .NET Framework, para que alguns aplicativos (inclusive sites ASP.NET e o Windows PowerShell 2.0) possam ser utilizados.
O aperfeiçoamento do desempenho foi uma importante área de foco nessa versão; a declarou que trabalhou para reduzir o tempo de inicialização, melhorar a eficiência de operações de E/S usando menos energia e melhorar, de modo geral, a velocidade de dispositivos de armazenamento, especialmente iSCSI.
O Active Directory tem diversos recursos novos quando se trata de elevar os níveis funcionais de floresta e domínio  para o Windows Server 2008 R2. Quando eleva o nível funcional do domínio, dois recursos incluídos são a Garantia de Mecanismo de Autenticação e Gerenciamento Automático de SPN. Quando o nível funcional da floresta é elevado, o recurso Lixeira do Active Directory está disponível e pode ser habilitado usando-se o módulo do Active Directory para Powershell.

## Service Packs

### Service Pack 1
Em fevereiro de 2011, a Microsoft lançou oficialmente a versão final (RTM) do Windows 7 e do Windows Server 2008 R2 Service Pack 1 (SP1) para OEMs parceiros. Além de correções de bugs, ele introduz duas importantes funções: RemoteFX e Memória Dinâmica. O RemoteFX possibilita a utilização de hardware gráfico para incluir suporte a gráficos 3D em uma VM baseada no Hyper-V e a Memória dinâmica permite que uma VM aloque ocasionalmente apenas a RAM física necessária para sua execução. Em 16 de fevereiro, o Windows 7 e o Windows Server 2008 R2 SP1 ficaram disponíveis para Assinantes MSDN e TechNet, assim como para clientes de Licenciamento por Volume. Desde 22 de fevereiro o Windows 7 e o Windows Server 2008 R2 SP1 estão disponíveis para download via Centro de Downloads da Microsoft e disponíveis no Windows Update.
Seu número de versão é "6.1.7601.17514.101119-1850".

## Requisitos do sistema
Os requisitos para o Windows Server 2008 R2 são:
Processador
1.4 GHz processador x86-64 ou Itanium 2
Memória
8 GB RAM (poderá limitar o desempenho em algumas funcionalidades)
Recomendado: 1 GB RAM
Máximo: 8 GB RAM (Foundation), 32 GB RAM (Standard), ou 2 TB RAM (Enterprise, Datacenter e sistemas baseados no Itanium)
Monitor
Super VGA (800 x 600)
Espaço em disco
Mínimo (edições acima da Foundation): 32 GB ou mais
Mínimo (Foundation Edition): 10 GB ou mais
Computadores com mais de 16 GB de RAM requerem mais espaço em disco para paging e ficheiros dump.
Outros requisitos
Drive de DVD, teclado e mouse, acesso à Internet.

## Edições
| Recursos                                             | Foundation | Standard                         | Web            | HPC         | Enterprise       | Datacenter | Itanium    |
| ---------------------------------------------------- | ---------- | -------------------------------- | -------------- | ----------- | ---------------- | ---------- | ---------- |
| Memória física máxima (RAM) (64-bit)                 | 8 GB       | 32 GB                            | 32 GB          | 128 GB      | 2 TB             | 2 TB       | 2 TB       |
| Máximo de CPUs físicas suportadas                    | 1          | 4                                | 4              | 4           | 8                | 64         | 64         |
| Replicação Entre Arquivos (DFS-R)                    | Não        | Não                              | Não            | Não         | Sim              | Sim        | Sim        |
| Nós de Cluster de Failover (Nós)                     | Não        | Não                              | Não            | Não         | 16               | 16         | 8          |
| Sincronização de Memória com Tolerância a Falhas     | Não        | Não                              | Não            | Não         | Sim              | Sim        | Sim        |
| Inclusão de Memória a Quente                         | Não        | Não                              | Não            | Não         | Sim              | Sim        | Sim        |
| Inclusão de Processadores a Quente                   | Não        | Não                              | Não            | Não         | Não              | Sim        | Sim        |
| Substituição de Memória a Quente                     | Não        | Não                              | Não            | Não         | Não              | Sim        | Sim        |
| Substituição de Processador a Quente                 | Não        | Não                              | Não            | Não         | Não              | Sim        | Sim        |
| Conexões de Acesso à Rede (IAS)                      | 10         | 50                               | Não            | Não         | Ilimitadas       | Ilimitadas | 2          |
| Conexões de Acesso à Rede (RRAS)                     | 50         | 250                              | Não            | 250         | Ilimitadas       | Ilimitadas | Não        |
| Conexões de Administrador de Área de Trabalho Remota | 2          | 2                                | 2              | 2           | 2                | 2          | 2          |
| Gateway de Serviços de Área de Trabalho Remota       | 50         | 250                              | Não            | Não         | Ilimitado        | Ilimitado  | Não        |
| Direitos de Uso de Imagem Virtual                    | Não        | Host + 1 VM                      | Convidado      | Host + 1 VM | Host + 4 VMs     | Ilimitados | Ilimitados |
| Preços em US$                                        | OEM        | $1.029 (5 CALs) $1.229 (10 CALs) | $469 (Sem CAL) | $475        | $3.999 (25 CALs) | $2.999     | $2.999     |
| Recursos                                             | Foundation | Standard                         | Web            | HPC         | Enterprise       | Datacenter | Itanium    |